# Pakruojis
Pakruojis is een stad in het noorden van Litouwen en ligt aan de rivier de Kruoja. Er ligt een dam in de buurt van de stad.